# Cerro Gordo, Salamanca
Cerro Gordo är en ort i Mexiko.   Den ligger i kommunen Salamanca och delstaten Guanajuato, i den centrala delen av landet, 240 km nordväst om huvudstaden Mexico City. Cerro Gordo ligger 1 723 meter över havet och antalet invånare är 4 714.
Terrängen runt Cerro Gordo är platt åt sydväst, men åt nordost är den kuperad. Runt Cerro Gordo är det tätbefolkat, med 266 invånare per kvadratkilometer. Närmaste större samhälle är Salamanca, 7,1 km väster om Cerro Gordo. Trakten runt Cerro Gordo består till största delen av jordbruksmark.